# Uraecium africanum
Uraecium africanum är en svampart som beskrevs av Cummins 1952. Uraecium africanum ingår i släktet Uraecium, ordningen Pucciniales, klassen Pucciniomycetes, divisionen basidiesvampar och riket svampar.   Inga underarter finns listade i Catalogue of Life.